# Aoria amphistroma
Aoria amphistroma är en svampart som beskrevs av Cif. 1962. Aoria amphistroma ingår i släktet Aoria, divisionen sporsäcksvampar och riket svampar.   Inga underarter finns listade i Catalogue of Life.